# Rederiernas framväxt i Sverige
Rederiernas framväxt i Sverige är framväxten hos svenska bolag vars huvudsysselsättning är sjöfart. Sjöfarten har funnits i olika utsträckning i flera årtusenden och har gjort att människan kan färdas till fjärran platser och handla med främmande folk. I Sverige började flera rederier växa fram under 1700- och 1800-talen ur den redan existerande sjöfarten. Genom att binda samman Sveriges hamnar med resten av världen skedde utbyten av både varor och kapital.  Pengarna som inflödade till följd av detta, gav rederierna en instrumental roll för Sveriges ekonomiska utveckling. 

## Historia
Under 1400-talet kom ny skeppsteknik som medförde att fartygen kunde byggas både större och sjödugligare. Även navigeringsredskapen hade utvecklats och kartorna blev mer exakta. Kompassen blev en förutsättning för sjöfarten och de nya fartygstyperna kunde färdas över öppna hav på långa resor. Tack vare denna utveckling upptäcktes nya handelsvägar och kontinenter. I slutet av 1400-talet skedde en enorm ökning av fjärrhandeln och längs med de tidigare outforskade kusterna uppstod europeiska handelsstationer och kolonier. Både de geografiska och tekniska upptäckterna lade grunden för sjöhandeln och rederiernas framväxt under de kommande århundradena.

### 1700-tal

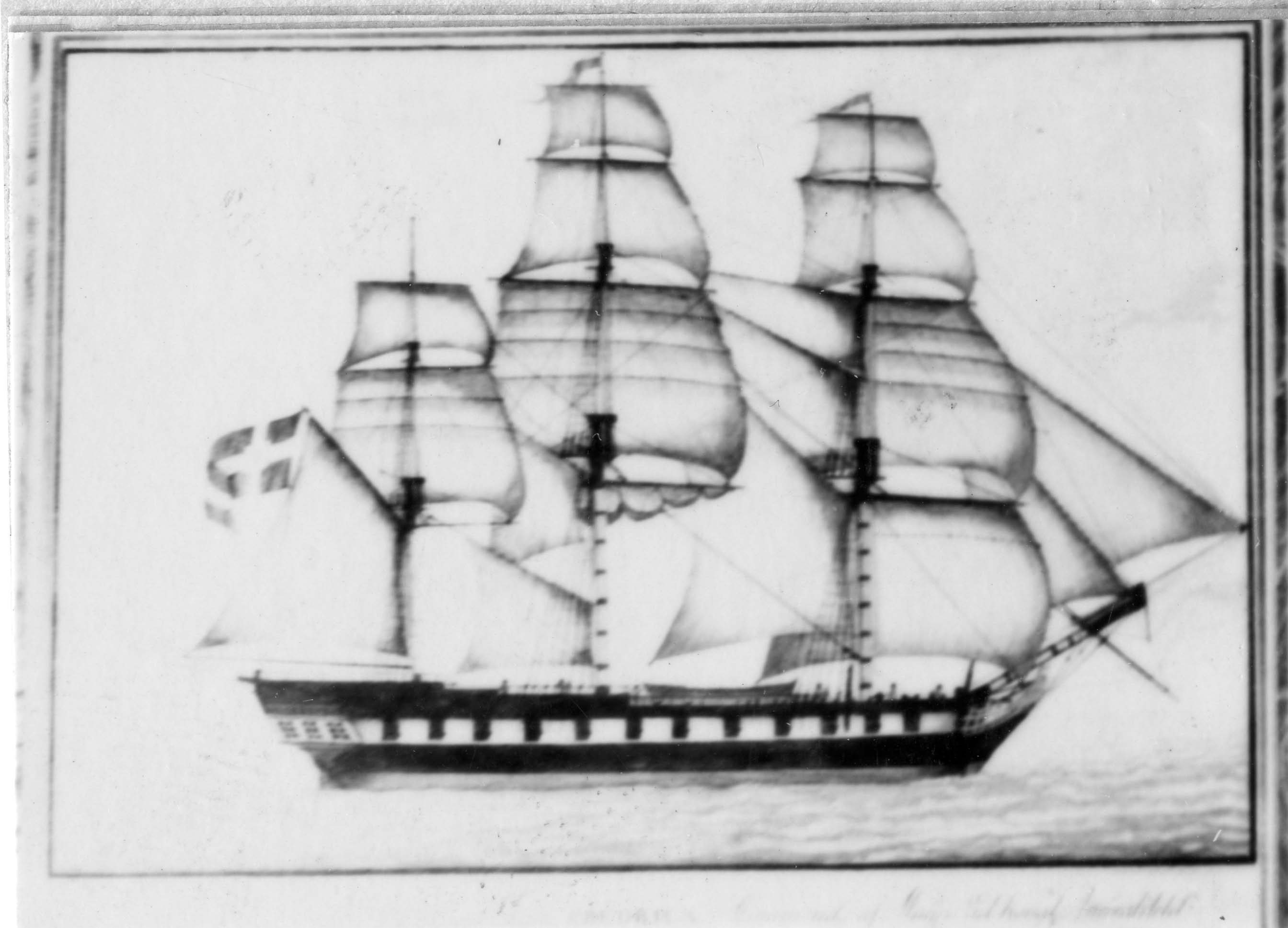
Porträtt av Ostindiska Companiets fartyg Fredrica.

Under större delen av 1700-talet var det Göteborgsbaserade handelsföretaget Svenska Ostindiska Companiet det största och mest framstående rederiet. Företaget bildades redan 1731 och handlade framförallt med Kina och resten av Ostasien. Resorna var väldigt gynnsamma till en början och gav därför stor utdelning, men i slutet av 1700-talet gick nästan alla resor med förlust. Sverige dominerade under majoriteten av 1700-talet världshandeln med järn och tjära. Denna handel gick huvudsakligen via Stockholm, vars handelsflotta ökade från 100 skepp år 1723 till 685 skepp år 1800. Över 40 procent av rikets handelsflotta fanns vid denna tid i Stockholm. Särskilt Sveriges starka ställning inom handeln med stångjärn var en förutsättning för att de stockholmsbaserade rederierna skulle gynnas. Vid Järntorget på södra Stadsholmen skedde nämligen vägning och omlastning av stångjärn. Trätjäran, som tillverkats sedan 1680-talet i becksjuderier på Beckholmen, var en stor exportvara för Stockholmsrederierna. Stockholm hade i stort sett monopol på handeln med tjära i Europa under 1700-talet.

### 1800-tal
De flesta av de framträdande rederierna hade, med undantag av Ostindiska kompaniet, en koppling till sillhanteringen och handeln med USA och Storbritannien under Napoleons kontinentalblockad 1806–1814. Fram till 1805 var Ostindiska Kompaniet det största rederiföretaget, vilket till stor del berodde på att deras fartyg i genomsnitt var större än konkurrenternas vid denna tid. De andra redarna använde mindre fartyg som åkte till och från Storbritannien och passade bättre för saltimport, spannmålsimport, sillverksamhet, sillexport, järnexport, kaperi och smugglingstrafik. Ostindiska Kompaniets verksamhet upphörde helt 1813. Framförallt två Göteborgsbaserade företag dominerade under en stor del av 1800-talet. Det första var James Dickson & Co. som hade sin verksamhet inom trävaror och annan handel. Det andra dominerande rederiföretaget var J.G. Grönvall & Co. som under sin storhetstid under 1800-talets andra hälft hade mer än 10 fartyg och konkurrerade med James Dickson & Co.
Under mitten av 1800-talet genomfördes många genomgripande ekonomiska reformer i Sverige, som till exempel skråväsendets avskaffande 1846 och aktiebolagslagen 1848. Fri in- och utvandring och fri rörlighet genom landet infördes 1860. 1864 genomfördes reformer om näringsfrihet och ett år senare infördes frihandel. Tack vare dessa ekonomiska reformer skapades revolutionerande möjligheter för människor att starta och driva företag. Detta kom att påverka den ekonomiska utvecklingen i hela landet och en rad nya industrier etablerades i Stockholm. Befolkningen i Stockholm ökade, mycket tack vare detta, från 90 000 till 300 000 personer från 1800-talets mitt fram till sekelskiftet. Stockholms hamn stod för omkring 30 procent av Sveriges import under perioden 1850-1900, och höll positionen som landets största importhamn. Importen gick både till regionens konsumenter och industrier, och även Norrlands import av konsumtionsvaror gick via Stockholm. Över Stockholm gick vid denna tidpunkt mycket högbearbetade varor som maskiner och redskap från stadens och Mälardalens verkstadsindustrier. När det kom till exporten av varor hade rederierna i Stockholm en mindre roll och på 1860-talet hade Göteborg utvecklats till landets största exporthamn.

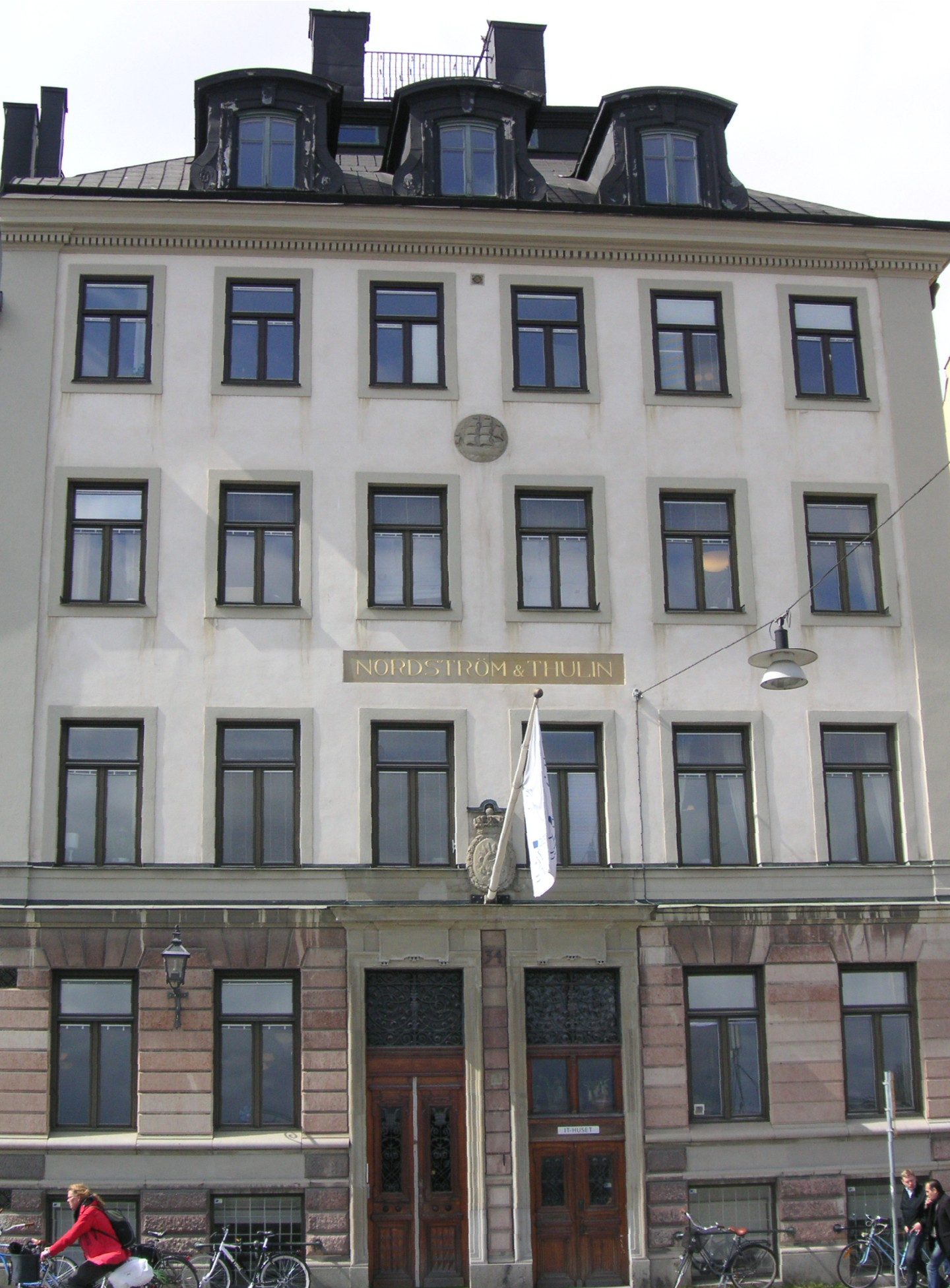
Nordström & Thulins tidigare huvudkontor.

1870-talet innebar en vändpunkt för Stockholm som redarstad och sjöfarten förändrades på flera olika sätt. Hittills hade segelfartyg dominerat handelsflottan, men nu fick ångfartygen ett genombrott. Dessutom skedde en förändring i rederiernas bolagsform. Tidigare hade sjöfarten dominerats av partrederier, som drevs av flera personer under gemensamt ansvar. Istället blev nu aktiebolag den vanligaste bolagsformen och på så vis kunde kapital skaffas lättare till bolagen. Ytterligare en förändring var att Stockholms ångfartyg började gå i trafik även utanför Östersjön.
Två viktiga Stockholmsrederier som grundades under 1800-talets andra hälft, var Rederi AB Svea och Nordström & Thulin. Både lokalt, regionalt och utrikes började ångfartygen gå i livlig trafik. Från 1872 kunde man, med hjälp av isbrytare, hålla en isränna öppen in till Stockholms hamn under de flesta åren. År 1894 kunde rederierna utnyttja den första reguljära ångbåtsförbindelsen med det finska fastlandet. Ångfartygens genombrott medförde däremot att direktlinjerna på Stockholm från transoceana hamnar försvann. Hamnar i Holland och Tyskland nu blev omlastningshamnar för denna sjöfart.
Inte bara Stockholm och Göteborg var ledande städer inom rederiverksamheten i Sverige. Helsingborgs läge vid Öresund hade en avgörande roll för stadens tillväxt och flera större rederier växte fram under 1800-talet. 1867 sjösattes det första fartyget som var en skonert med namnet Santos och nya fartyg sjösattes under de följande åren. Från och med 1899 byggdes bara ångfartyg på varvet i Helsingborg, och det var just denna fartygstyp som fick stor betydelse för rederiernas framväxt i staden. Sjökaptenen Bror Banck höll den 9 januari 1896 ett inspirerande tal på hotell Continental om fördelarna med ångfartyg och kort tid efter detta bildades ett flertal rederier. Bland de nybildade kan nämnas Rederi AB Helsingborg som så småningom ledde till AB Hillerströms uppkomst, och Rederi AB Kärnan som var föregångaren till AB Transmarin.
I Karlstad växte Oscar Ferdinand Ahlmarks sjöfartsverksamhet fram under 1800-talet. Under rederiets tidiga år blomstrade handeln i Karlstads hamn och både basvaror, såsom järn och trä, men även delikatesser lossades i hamnen. Rederiet erhöll 1872 tillstånd att bygga ångbåtar på Kanikenäsholmen. I september följande år sjösattes ångaren O. F. Ahlmark. Redaren avled dock själv i maj samma år och fick således aldrig uppleva fartygets jungfruresa. Senare kom linjetrafiken att dominera verksamheten med framgång.

### 1900-tal
I slutet av 1800-talet och i början av 1900-talet inköptes fler ångare från England i from av andrahandstonnage, vilket lade grunden för Helsingborgs handelsflottas starka framväxt. När första världskriget bröt ut 1914 fanns det i staden ett femtiotal rederier som tillsammans ägde 101 ångfartyg och 29 segelfartyg. Under första världskriget reducerades flottan markant på grund av förlorade fartyg i olika krigshandlingar samt minskad försäljning av varor. Sjöfarten levde vidare i Helsingborg genom både 1920-talets konjunkturuppgång och depressionen under 1930-talet.
Andra halvan av 1900-talet präglades av en högkonjunktur som förstärktes av krigsupprustningen i många länder. 1937 hade Helsingborg 62 rederier med 116 ångfartyg. Under andra världskriget förlorade man en tredjedel av handelsflottan på grund av krigshandlingar och nästan 200 besättningsmedlemmar miste lovet. Det första Helsingborgsrederiet med ett motorfartyg var Hillerström, som mottog leveransen av fartyget från varvet i Helsingör 1941. Efter andra världskriget växte sig rederierna stora i staden och Helsingborg blev den tredje största rederistaden i Sverige. Med moderna fartyg inleddes styckegodstrafik på reguljära linjer till kontinenten, medelhavet, Nord- och Sydamerika samt Australien och fjärran östern. Denna trafik blev mycket framgångsrik och Helsingborgs rederier upplevde nu sin storhetstid och hade lika stor betydelse som industrierna på land i staden.
På 1960-talet gick det dock sämre för rederiverksamheten i Helsingborg och smårederierna försvann efter hand. De tidigare gynnsamma rederierna Hillerström och Transmarin avvecklade sina flottor på 1970-talet. Hillerström levde kvar med fraktning, spedition och klareringsverksamhet framgångsrikt i slutet på 1970-talet och in på 1980-talet. Deras verksamhet minskade dock och försvann sedermera helt vid det nya århundradets ingång. Bolagen avvecklades dock inte och först 2008 försattes Aktiebolaget Otto Hillerström i likvidation. Detta gjorde att dotterbolagen Rederi AB Helsingborg, Transmarin, Transterra, Hillerström Transport och Hillerström Shipping försattes i konkurs. Detta var dödsstöten för rederiverksamheten i Helsingborg, som nu alltså sedan länge hade tappat sin roll som Sveriges tredje största rederistad.
Under den första halvan av 1900-talet kom tre fjärdedelar av varutillförseln till Stockholm via sjön. Den viktmässigt största importen var kol, sand/grus och olja. Stockholm blev under 1930-talet en omlastningshamn för handeln på Finland, Ryssland och Baltikum. Under denna tid blev Stockholm passerade av Göteborg som tog platsen som Sveriges största hamnstad. En viktig nyhet för rederierna var när Axel Johnson i början på 1900-talet öppnade La Plata-linjen till Argentina. Detta var den första transoceana ångartygslinjen på Stockholm som medförde att flera rederier öppnade ång- och motorfartygslinjer till alla världsdelar. Även skärgårdstrafiken blomstrade medan Mälartrafiken började drabbas av problem på grund av bilismens expansion. Stockholms ångslupar i lokaltrafiken fick hård konkurrens av spårvägstrafiken och av de broar som byggdes i innerstaden.

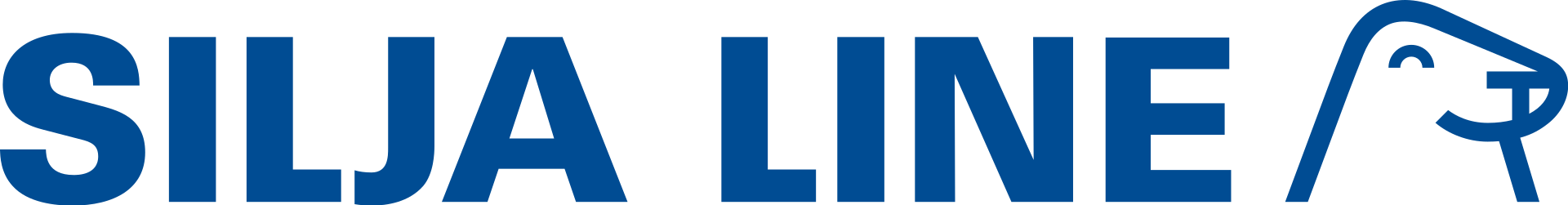
Silja Lines logotyp.

Viking Lines logotyp.

Under 1950- och 1960-talen fortsatte den omfattande transoceana och europeiska utrikeshandeln över Stockholm och Göteborg. I slutet av 1960-talet skedde en omvälvning inom världens transporthantering när containern kom. Containrarna medförde att transportarbetet effektiviserades och mönstret för sjöfarten förändrades. Den transoceana trafiken kom att lämna Östersjön successivt och istället etablerades feedertrafik( matartrafik med mindre fartyg) mellan hamnar på Nordsjökusten och Stockholm. År 1969 flyttades flottans varv och flottbasen från Stockholm ut till Muskö. Under 1960-talet upphörde linjetrafiken inrikes och skärgårdstrafiken hade tidigare, under 1950-talet, drabbades av en allvarligt kris. Sjöfarten under efterkrigstiden präglades framförallt av ett expansivt inslag. Detta var Finlandstrafiken, genom vilken Terminaler För Silja Line öppnade i Värtahamnen 1966 och för Viking Line i Masthamnen 1973. Efter kommunismen och Östblockets fall 1991 ökade även färjetrafiken på Ryssland, Estland och Lettland. På 1990-talet förvärvade Stockholms Hamn Ab hamnarna i Kapellskär och Nynäshamn, vilket ledde till att koncernen Stockholms Hamnar bildades. Under 1900-talets slut försvann majoriteten av godshanteringen i alla Stockholms hamnar utom i de som ligger vid Värtan. Nya bostadsområden byggdes, bland annat vid Hammarby sjö och Hornsberg.
Tillväxten hos rederierna i Sverige har varit beroende av den svenska exportindustrin och importen av varor. Sveriges ledande hamnstad, Göteborg, var en av de städer som lyckades stärka sin ställning under den internationella handelsexpansion som rådde under efterkrigstiden. Särskilt för Göteborgs hamn var att både konsumtionsvaror och råvaror lossades och transporterades därifrån. Tack vare detta upplevde Göteborg en kraftig ökning inom export och import, vilket gjorde att den internationella handeln ökade. Detta kombinerat allt större transportfartyg sänkte transportkostnaderna. Något som var en förutsättning för att Svenska företag inom sjöfarten skulle blomstra. Göteborg och Stockholm fanns de rederier som dominerade den svenska handelsflottan och fick framträdande roller under 1900-talet. I Stockholm fanns stora företag som Salénrederierna, Nordstjernan och Wallenius. I Göteborg var Broströmskoncernen och Transatlantic tongivande. I Stockholm var de flesta rederierna tramp- och tankrederier, medan man i Göteborg tidigt utvecklade linjerederier med fasta globala rutter. Passagerartrafiken fick stor betydelse, med linjer över Atlanten och Nordsjön. Den växande flygtrafiken konkurrerade däremot med passagerartrafiken och den Svenska Amerika Linjen och Svenska Lloyds linje till Storbritannien försvann efter 1970-talets oljekris.

### 2000-tal
I början av 2000-talet blev Estland, Lettland, Litauen och Polen medlemmar i EU och Östersjöregionen blev återigen dominerad av handel. Nu tillhör regionen ett av Europas dynamiska tillväxtområden. Stockholms hamnar har idag trafik med containerfartyg från Bremerhaven, Hamburg och Antwerpen. Till Finland, Estland, Ryssland, Lettland och Polen drivs en växande färjetrafik. Även kryssningstrafiken har börjat expandera. Därtill kommer trafik till Gotland, i Göta kanal, i skärgården, på Mälaren och i lokaltrafiken. Särskilt handeln med Finland har under 2000-talet gynnat rederierna i Stockholm, då två tredjedelar av Finlands import och export går med färjor över Stockholms hamnar. Tack vare minskade transportkostnader kostade det för rederierna i början av 2000-talet mindre att frakta en fullastad standardcontainer på 40 ton än att köra en bränslesnål personbil samma sträcka. Konsekvenserna av detta har blivit att transportkostnaderna, även för varor som fraktas från andra sidan jorden, endast utgör någon enstaka procent av varans slutpris.
Nationella regleringar inom framförallt beskattning och arbetsrätt har påverkats at rederinäringens internationella karaktär. Detta har med tiden skapat markanta skillnader i konkurrensvillkor mellan olika länders handelsflottor. Under 2000-talet har så kallad "bekvämlighetsflaggning" ökat, alltså att rederierna registrerar sina fartyg i länder med låg beskattning och begränsad arbetsrättslig reglering. År 1950 var ungefär 5 procent av världens handelsflotta bekvämlighetsflaggad, och i början av 2000-talet steg denna siffra till över 50 procent. Den här utvecklingen har pressat politikerna att anpassa regleringarna. I Sverige har det stiftats lagar för att försöka motverka utflaggning av svenska fartyg. Dock har svenska redare fortsatt kritisera den svenska politiken, som de menar är rigid i internationell jämförelse. Den större delen av den svenskägda handelsflottan är numera registrerad i länder som Panama, Liberia och Malta. Den globala strukturomvandlingen har även medfört att antalet svenska rederier reducerats kraftigt. Även de som överlevt den internationella konkurrensen har ofta sett sina marknadsnischer antingen växa, förändras eller i vissa fall helt försvinna. År 2006 fanns det 247 rederier i Sverige, men majoriteten omsatte under 10 miljoner kronor och endast 6 hade en omsättning på över 1 miljard. Branschen  präglas av att många mindre aktörer agerar på en lokal marknad, medan endast några få företag försöker etablera sig på den internationella marknaden.

## Källförteckning
1. ↑  ”Båten”. Tekniska museet. https://www.tekniskamuseet.se/lar-dig-mer/100-innovationer/baten/. Läst 17 januari 2023.
2. ↑  ”Sjöfart och sjökrigföring 1500-1776”. SO-rummet. 3 oktober 2010. https://www.so-rummet.se/kategorier/historia/nya-tiden/sjofart-och-sjokrigforing-1500-1776#. Läst 17 januari 2023.
3. ↑  ”Ostindiska Kompaniet”. Ostindiska Kompaniet. http://ostindiska.gamlagoteborg.se/. Läst 6 januari 2023.
4. ↑  ”1700-talet - stockholmshamnar.se”. www.stockholmshamnar.se. https://www.stockholmshamnar.se/historia/epoker/1700-talet/. Läst 17 januari 2023.
5. ↑  ”Göteborgs största rederier - 1800-talets början | Göteborgs historia”. 12 juni 2017. https://gamlagoteborg.se/2017/06/12/goteborgs-storsta-rederier-1800-talets-borjan/. Läst 31 december 2022.
6. ↑  ”J.G. Grönvall & Co | Göteborgs historia”. 29 januari 2017. https://gamlagoteborg.se/2017/01/29/j-g-gronvall-co/. Läst 5 januari 2023.
7. ↑  Riksdagsförvaltningen. ”Motioner i Första Kammaren, N:o 3 Motion 1885:3 Första kammaren - Riksdagen”. www.riksdagen.se. https://www.riksdagen.se/sv/dokument-lagar/dokument/_CI2C3. Läst 9 januari 2023.
8. ↑  Företagskällan (20 september 2018). ”Moderniseringen av samhällets grunder under 1800-talet”. Företagskällan. https://www.foretagskallan.se/foretagskallan-nyheter/lektionsmaterial/moderniseringen-av-samhallets-grunder-1800-talet/. Läst 9 januari 2023.
9. 1 2 3  ”1850-1899 - stockholmshamnar.se”. www.stockholmshamnar.se. https://www.stockholmshamnar.se/historia/epoker/1850-1899/. Läst 8 januari 2023.
10. 1 2 3 4 5  ”sundsutsikt.se”. www.sundsutsikt.se. http://www.sundsutsikt.se/rederierna_i_helsingborg.html. Läst 9 januari 2023.
11. ↑  ”Banck - släkten”. Helsingborgs stadslexikon. 8 december 2016. https://stadslexikon.helsingborg.se/banck-slakten/. Läst 9 januari 2023.
12. ↑  ”O.F. Ahlmark & CO Eftr. A.-B.”. ahlmarks.se. 1 Januari 2019. https://www.ahlmarks.se/wp-content/uploads/2019/12/Broschyr_webb_2012.pdf. Läst 22 november 2022.
13. ↑  Riksarkivet. ”Riksarkivet - Sök i arkiven”. sok.riksarkivet.se. https://sok.riksarkivet.se/?postid=ArkisRef+SE/ARKIS/72528&type=2&s=Balder. Läst 22 november 2022.
14. ↑  ”1900-1949 - stockholmshamnar.se”. www.stockholmshamnar.se. https://www.stockholmshamnar.se/historia/epoker/1900-1949/. Läst 16 januari 2023.
15. ↑  ”1950-1999 - stockholmshamnar.se”. www.stockholmshamnar.se. https://www.stockholmshamnar.se/historia/epoker/1950-1999/. Läst 16 januari 2023.
16. ↑  Företagskällan (23 september 2016). ”Rederierna och den växande världshandeln”. Företagskällan. https://www.foretagskallan.se/foretagskallan-nyheter/lektionsmaterial/rederierna-och-den-vaxande-varldshandeln/. Läst 11 december 2022.
17. ↑  ”2000-talet - stockholmshamnar.se”. www.stockholmshamnar.se. https://www.stockholmshamnar.se/historia/epoker/2000-talet/. Läst 16 januari 2023.
18. 1 2  Företagskällan (21 september 2016). ”Global logistik”. Företagskällan. https://www.foretagskallan.se/foretagskallan-nyheter/lektionsmaterial/global-logistik/. Läst 24 januari 2023.